# José Elías Moreno
José Elías Moreno  (Mexikóváros, Mexikó, 1956. június 13. –) mexikói színész, rendező.

## Élete
José Elías Moreno 1956. június 13-án született Mexikóvárosban. Szülei José Elías Moreno és Beatriz González de Cossío. Két testvére van: Beatriz és Angelina. Karrierjét 1978-ban kezdte. 1993-ban szerepelt a De frente al sol című telenovellában. 2004-ben Genaro Duarte szerepét játszotta a Rubí, az elbűvölő szörnyeteg című sorozatban. 2012-ben megkapta Leoncio szerepét A szív parancsa című telenovellában.

## Filmográfia

### Telenovellák
- A mostoha (2022) ...Santino González (Magyar hangja: Forgács Gábor)
- Válaszutak (2022) ... Domingo Moreno (Magyar hangja: Rosta Sándor)
- Diseñando tu amor (2021) ...Horacio Fuentes
- Fuego ardiente (2021) ... Mateo atya
- Viharos szívek (2020-2021) ... Joaquín Falcón (Magyar hangja: Rosta Sándor)
- Vészhelyzet Mexikóban (2019-2020) ... Gonzalo Olmedo (Magyar hangja: Rosta Sándor)
- El dragón (2019) ... Lamberto Garza
- Sin rastro de ti (2016) ... Raúl Santillana
- A múlt árnyéka (La sombra del pasado) (2014-2015) .... Antonio Santos (Magyar hangja: Bolla Róbert)
- Quiero amarte (2013-2014) .... Mauro Montesinos
- A szív parancsa (Amor bravío) (2012).... Leoncio Martínez (Magyar hangja: Bolla Róbert)
- Ni contigo ni sin ti (2011) .... Dr. Esteban Lieja
- Niña de mi corazón (2010) .... Benigno Paz
- Camaleones (2009) .... Armando Jaramillo
- Juro que te amo (2008) .... Rogelio Urbina
- Pasión (2007) .... Alberto Lafont
- Heridas de amor (2006) .... Francisco Jiménez
- Sueños y caramelos (2005) .... Mauro
- Rubí, az elbűvölő szörnyeteg (Rubí) (2004) .... Genaro Duarte (Magyar hangja: Forgács Gábor)
- Clase 406 (2002-2003) .... Manuel del Moral
- Első szerelem (Primer amor... a mil por hora) (2000-2001) .... Esteban Luna (Magyar hangja: Bácskai János)
- Cuento de navidad (1999) .... Eleuterio López "Lopitos"
- Angela (Ángela) (1998) .... Sacerdote Martín Villanueva  (Magyar hangja: Cs. Németh Lajos)
- Mi querida Isabel (1996-1997) .... Manuel
- Sentimientos ajenos (1996) .... José María
- Morir dos veces (1996) .... Aarón Sermeño
- Si Dios me quita la vida (1995) .... Raúl Guevara
- De frente al sol (1992) ... Armando Morán Mariño
- Amor de nadie (1990) .... Jorge
- Flor y canela (1989)
- Amor en silencio (1987) .... José María
- Cicatrices del alma (1986) .... Alfredo
- Esperándote (1985) .... Pablo
- Principessa (1984) .... Julio César
- Amalia Batista (1983) .... Luis
- Bianca Vidal (1982-1983) ... Enrique
- Déjame vivir (1982) .... Rafael
- Soledad (1981) .... Juan
- Colorina (1980) .... Danilo
- El medio pelo (1980) .... Cristóbal
- J.J. Juez (1979) .... Rodrigo Garmendia
- Los ricos también lloran (1979) .... Pascual
- Mamá Campanita (1978) .... Polo

### Sorozatok
- Bajo el mismo techo (2005) .... Jose "Pepe" Acosta
- La familia P. Luche (2002) .... el Tío Diodoro
- Diseñador ambos sexos (2001)
- Hotel Paraíso (1997)

## Rendezései
- La sombra del pasado (2014-2015)
- La mujer del Vendaval (2012-2013)
- Ni contigo ni sin ti (2011)